# Ex regia dogana italiana di Gargnano
L'ex Regio casello di dogana di Gargnano, conosciuto comunemente anche come Casello della Patoàla,  nei documenti semplicemente Casello di Gargnano, è il rudere di un edificio in pietra di due piani con vari vani sommerso nel lago di Valvestino nel comune di Gargnano, nella provincia di Brescia, in Lombardia. Sorto su un dosso a circa 500 m s.l.m. prossimo all'antica strada che attraverso il fondovalle collegava la Riviera del Garda con la Val Vestino e all'ex confine di Stato austro-ungarico, l'edificio fu edificato nel 1891 sembra sui resti di un primo casello, già fienile, esistente ancora nel 1818, a seguito degli accordi commerciali intercorsi fra il Regno d'Italia e l'Austria-Ungheria del 1878, 1882 e del 1887 e inaugurato nel 1892. Il manufatto era formato dall'alloggio e ufficio del ricevitore ed il quartiere delle Guardie di Finanza. Esso svolse il ruolo di casello di dogana fino al 1919 quando fu abbandonato dalle autorità italiane a seguito del trattato di pace con l'Austria che poneva termine alla prima guerra mondiale e il conseguente avanzamento del confine nazionale al passo del Brennero in Alto Adige. La Dogana e il Ponte del Rio Costa compaiono nel video della canzone "Due ali" del cantautore e rapper bresciano Frah Quintale edita nel 2020.

## Geografia
Il luogo sorge nella valle del torrente Toscolano e dal 1962 è interamente coperto dalle acque del lago artificiale di Valvestino. Lo storico Donato Fossati descrive nel 1941 il luogo della Patoàla: "La materia prima [carbone] poteva essere tradotta dalle grandi valli bresciane pei valichi di Corpaione e della Fobiola e il combustibile era lì pronto nei 12.000 e più ettari di vergini boschi dei territori di Toscolano, Gargnano e Valle di Vestino. Alla Caveruna sopra Segrane, dove esistono tracce di antichi edifici animati dall'acqua, procedendo verso nord, il fiume devia bruscamente in territorio di Gargnano, in una valle tetra e spoglia di vegetazione arborea fino alla Colla, dove è accavalcato da un antico ponte e dove si trovavano allo sbocco del Rio della Costa edifici per la lavorazione del ferro; dopo poco più di due chilometri vi è Rosane, il casello di finanza del vecchio confine e la Patoàla, poi la vegetazione prende a lussureggiare nei folti boschi e nei verdi prati. Alla Patoàla, vi era una fabbrica di ferri da taglio per gli usi agricoli e oltre il vecchio confine, ai mulini di Bolone, si lavoravano ferri pei muli e per gli usi domestici". Vi sorgeva la chiesetta della Madonna della Patoala. L'estimo catastale del 1818  vi censì un primo casello di dogana, tre fabbricati rurali e la presenza della famiglia Soccini come fabbro ferrai nella locale fucina mentre nel 1866 vi era in uso pure un mulino ad acqua. Nel 1896, l'Osservatorio di Meteorologia di Salò, presieduto dal noto professor Pio Bettoni, costituì alcune stazioni termo-udometriche tra le quali figurava anche quella del "Casello di Gargnano presso il confine italo-austriaco", esse "contribuiscono grandemente a promuovere lo studio della distribuzione delle piogge, ed a somministrare dati utilissimi all'agronomia, all'ingegneria pratica e all'idraulica fluviale e lacuale". Nel 1961 nel corso della costruzione della diga del lago di Valvestino, vi fu costruito un primo sbarramento del torrente Toscolano.

## Origine del nome
Il termine Patoàla secondo il ricercatore Arnaldo Gnaga deriva certamente dal latino pactoalis, patualis, voce che significa salariato, lavoratore stipendiato e ricorre ad esempio negli antichi Statuti di Bologna del 1250-1267 e quelli di Ravenna. Quindi era un luogo ove lavoravano degli operai stipendiati.

## Storia

### La Dogana sommersa. Il vecchio confine di Stato di Lignago e il Casello di Dogana di Gargnano detto della Patoàla e le sue due sezioni

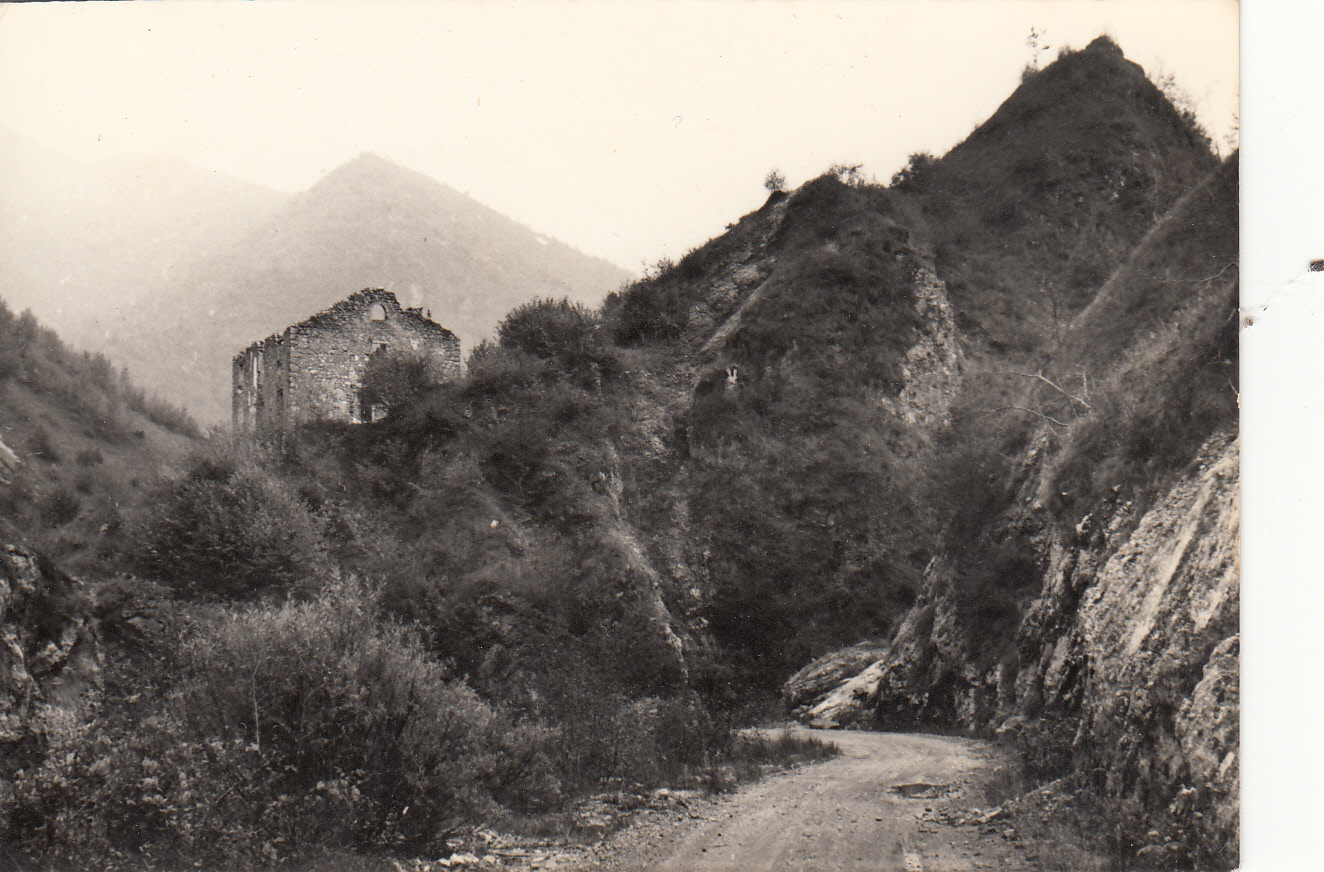
1961. L'ex caserma o Casello della Regia Guardia di Finanza in località Patoàla, l'antica strada bianca e in lontananza le propaggini della selva Boèrna del monte Magno

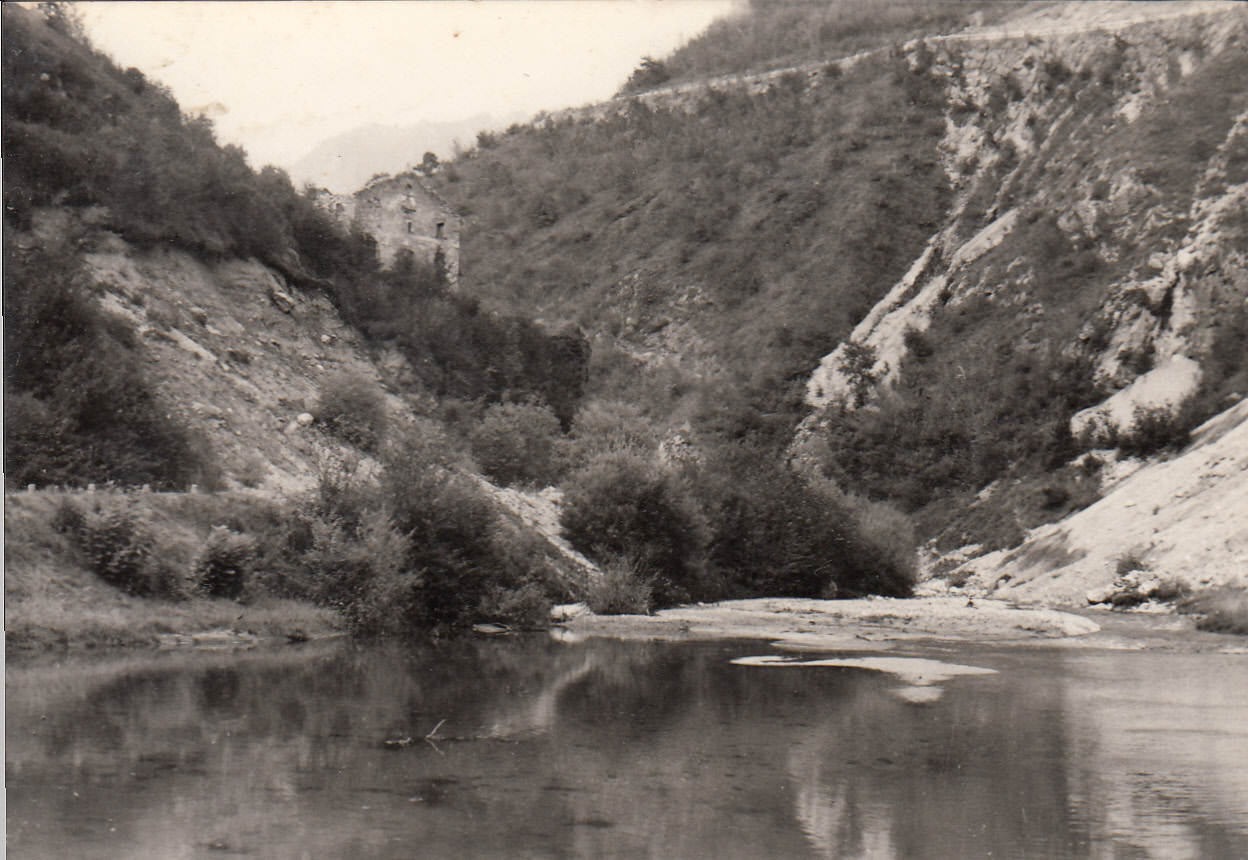
1961. Il casello di dogana della Patoàla, si nota l'avanzamento delle acque del bacino artificiale del Lago di Valvestino, a sinistra l'antica strada in bianco e a destra la soprastante strada provinciale n. 9 in costruzione

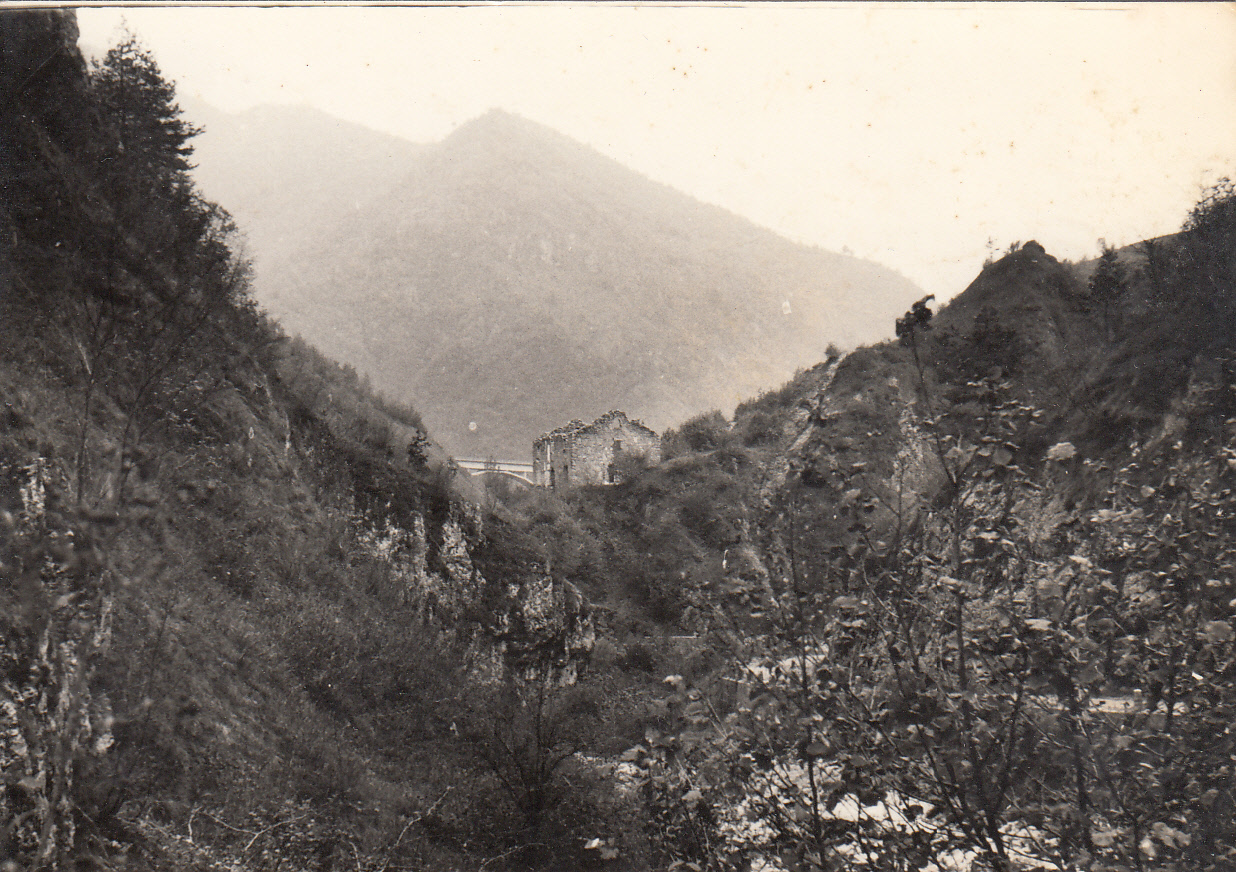
1961. Il casello di Dogana della Patoàla con l'antica strada bianca, sullo sfondo il ponte maillart del Rio della Costa e le propaggini della Selva Boèrna del monte Magno

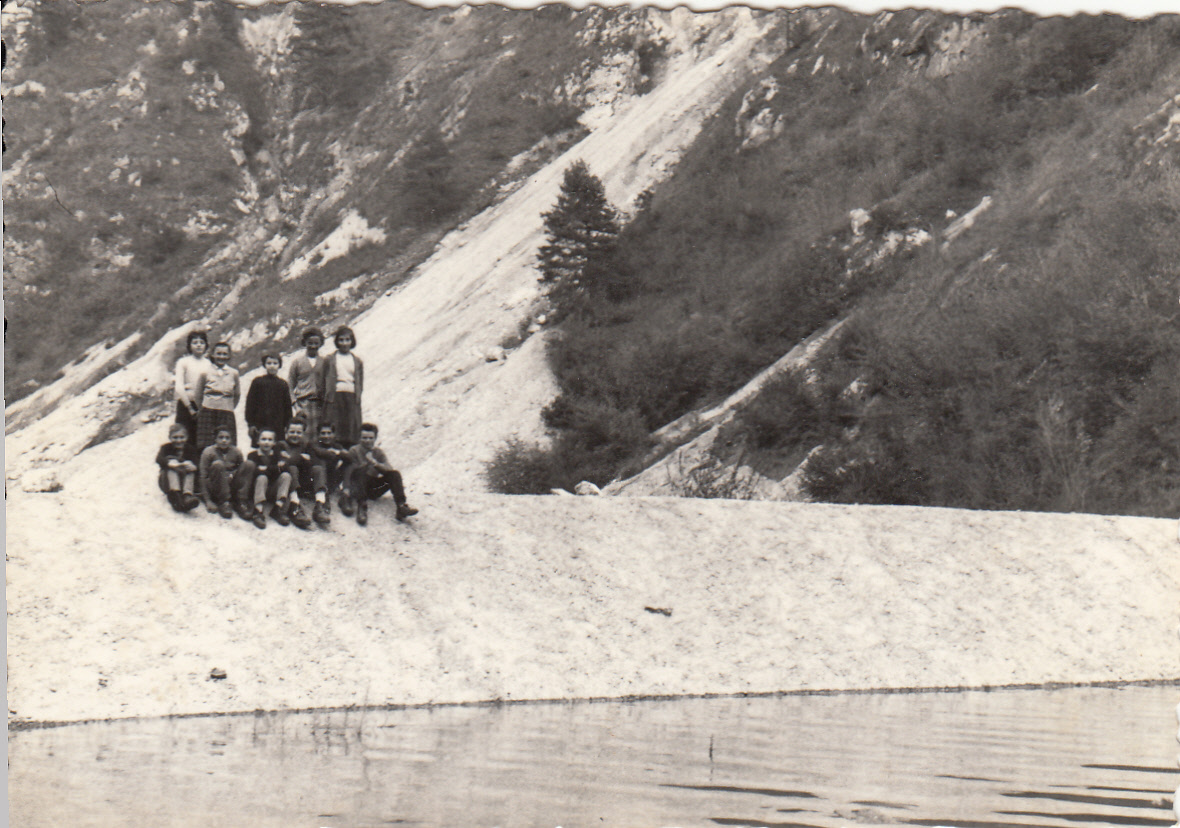
1961. Scolaresca delle elementari di Magasa in località Patoàla, posa sul primo sbarramento del torrente Toscolano preparatorio alla costruzione della Diga di Ponte Cola

Il territorio della Val Vestino divenne italiano ufficialmente il 10 settembre 1919 con il trattato di pace di Saint-Germain: verso il 1934 fu posizionata per volontà dell'allora segretario comunale di Turano, Tosetti, una targa lapidea all'inizio della Valle del Droanello presso l'ex strada provinciale che correva lungo il greto del torrente Toscolano, nella località Lignago. Essa indicava il vecchio confine esistente tra il Regno d'Italia e l'Impero d'Austria-Ungheria dal 1802 fino al termine della Grande Guerra, nel 1918. Questa lapide fu poi ricollocata con la costruzione dell'invaso artificiale nel 1962 nella posizione attuale, sempre in località Lignago, presso il terzo ponte del lago di Valvestino, detto della Giovanetti prende il nome dalla ditta che lo costruì, mentre a poca distanza da questa l'edificio della vecchia caserma della Patoàla della Regia Guardia di Finanza è oggi sommerso dalle acque della diga. Questo era stato costruito nel XIX secolo, quando ancora il lago non c'era, serviva a controllare il transito delle merci attraverso il confine. Fu poi dismesso dopo la fine della guerra e delle ostilità, esattamente nel 1919.
Un casello di Dogana esisteva originariamente, sempre nello stesso luogo, nel 1818, è accertato che fu costruito sui resti di un fienile della famiglia Soccini di fabbro ferrai, tra l'Impero d'Austria e la Repubblica Cisalpina poi Regno d'Italia fino alla sua caduta del 1814. Trasferito in posizione arretrata al Ponte Cola nel 1859 a seguito della cessione da parte dell'Austria, sconfitta, della Lombardia al Regno d'Italia, precisamente sul Dosso di Vincerì, ora mappato come Casello Vecchio, ove sorge pressappoco  l'attuale diga del lago di Valvestino, sull'antico tracciato che tramite il passo di Dusina conduce a Navazzo. Infatti il 30 dicembre 1859 il re Vittorio Emanuele II istituì nelle provincie della Lombardia gli uffici di dogana a Gargnano, Salò, Limone del Garda, Anfo, Ponte Caffaro, Bagolino e Hano (Capovalle), quest'ultimo dipendente dalla sezione di Maderno e dall'Intendenza di Finanza di Brescia. Due mesi dopo, con la circolare del 20 febbraio 1860 n. 1098-117 della Regia Prefettura delle Finanze inviata alle Intendenze di Finanza del Regno si emanavano le prime disposizioni a riguardo della vigilanza sulla linea di confine di Stato e prevedeva che: "Nella Provincia di Brescia e sotto la dipendenza di quell'Intendenza delle Finanze si stabilirà un'altra Sezione della Guardia di finanza che avrà il N. XIII ed il cui Comando risiederà a Salò, per la Dirigenza dei Commissariati di Salò e di Vestone, e inoltre di un Distretto di Capo indipendente a Tremosine incaricato della sorveglianza del territorio al disopra di Gargnano".
Nel 1870 era già attiva la sezione del Casello di Gargnano presso l'abitato di Hano, sul Dosso Comione, a controllo dell'accesso carrabile della Val Vestino verso Moerna e come ricevitore reggente di 8ª classe figurava Vincenzo Bertanzon Boscarini. Ma è nel 1874 con il riordino delle dogane che il casello fu spostato più a nord in località Patoàla e chiamato nei documenti ufficiali Casello di Gargnano con due sezioni di Dogana: una a Bocca di Paolone e l'altra a Hano, Capovalle, in località Comione. Secondo la legge doganale Italiana del 21 dicembre 1862, i tre caselli essendo classificati di II ordine classe 4ª, avevano facoltà di compiere operazioni di esportazione, circolazione e importazione limitata, e III classe per l'importanza delle operazioni eseguite, era previsto che al comando di ognuno vi fosse un sottufficiale, un brigadiere. I militari della Regia Guardia di Finanza dipendevano gerarchicamente dalla tenenza del Circolo di Salò per il Casello di Gargnano (Patoàla), la sezione di Bocca di Paolone e la caserma di monte Vesta, la sezione di Hano (Comione) dalla tenenza di Vesio di Tremosine, mentre le Dogane dalla sede della Direzione di Verona.

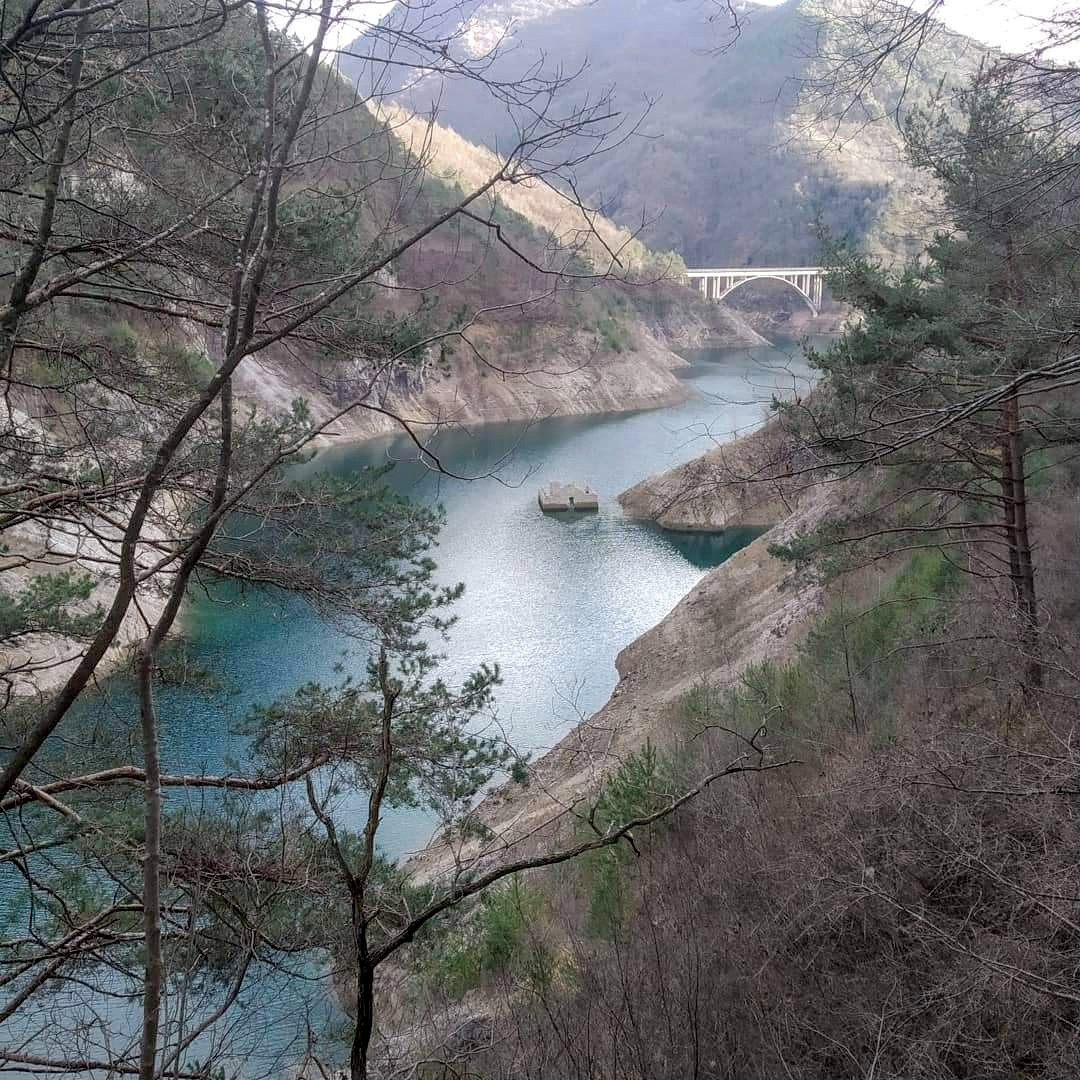
L'ex caserma o casello della Regia Guardia di Finanza alla Patoàla, oltre il ponte sul Rio Costa

La caserma sul monte Vesta e quella di Bocca Paolone furono costruite nel 1882, quest'ultima fu ampliata nel 1902 ed era considerata una sezione della Dogana, come quella di Hano a Comione i cui lavori di rifacimento terminarono nel 1896, in quanto collocata in un luogo distante dalla linea doganale, classificato come un posto di osservazione per vigilare ed accettare l'entrata e l'uscita delle merci. Le casermette dette demaniali di monte Vesta con quelle di Coccaveglie a Treviso Bresciano e più a sud del passo dello Spino a Toscolano Maderno e della Costa di Gargnano completavano la cinturazione della Val Vestino con lo scopo principale del controllo dei traffici e dei pedoni sui passi montani. Le merci non potevano attraversare di notte la linea doganale,  ossia mezz'ora prima del sorgere del sole e mezz'ora dopo il tramonto dello stesso. Era previsto dalle disposizioni legislative che la "Via doganale" fosse "la strada che dalla valle Vestino mette nel regno costeggiando a diritta il fiume Toscolano: rasenta quindi la cascina Rosane e discende al fiume Her, ove si dirama in due tronchi, uno dei quali costeggiando sempre il detto fiume conduce a Maderno e l'altro per la via dei monti discende a Gargnano". Le pene per il contrabbando erano alquanto severe, prevedendo oltre all'arresto nei casi più gravi, la confisca delle merci o il pagamento di un valore corrispondente, la perdita degli animali da soma o da traino, dei mezzi di trasporto sopra cui le merci fossero state scoperte. Temperava, però, tale eccessivo rigore, il sistema delle transazioni, grazie alle quali era possibile concordare l'entità della sanzione applicabile, anche con cospicue riduzioni della pena edittale.
A seguito del trattato commerciale tra il Regno e l'Austria Ungheria del 1878 e del 1887 furono consentite particolari agevolazioni ad alcuni prodotti pastorali importati dalla Val Vestino qualora fossero accompagnati dal certificato d'origine. Era previsto che la Dogana di Casello della Patoàla nel comune di Gargnano,  della sezione di Casello di Bocca di Paolone a Tignale o della sezione di Casello di Comione a Capovalle  dovessero ammettere, come una riduzione del 50 per cento sul dazio: 25 quintali di formaggio, 65 di burro e 30 di carne fresca. Nel 1883 figurava come ricevitore del Casello di Gargnano Giacomo Glisenti.
Nel 1892 le esenzioni fiscali fin lì praticate non furono bene accolte da alcuni politici del parlamento del Regno, che sottolinearono negli atti parlamentari: "Né vogliamo passare sotto silenzio i pensieri che hanno destato in noi le nuove clausole per la magnesia della Valle di Ledro e i prodotti pastorali di Val Vestino. Con queste clausole si aumenta, a favore dell'Austria, il numero, già abbastanza ragguardevole, delle eccezioni, mediante le quali le due parti contraenti accordano favori ristretti ai prodotti di determinate provincie. Vivi e non sempre ingiusti sono i reclami sollevati in varie parti del Regno da questa parzialità di trattamento e sarebbe stato desiderabile che, come fu fatto nel 1878 rispetto ai vini comuni, si tentasse di estendere i patti dei quali si discorre a tutte le provincie. Non dubitiamo che il Governo italiano si sia adoperato a tal fine con intelligente sollecitudine, ma dobbiamo rammaricarci che non ha ottenuto l'intento". Nello stesso anno, l'Intendenza di Finanza di Brescia rendeva noto che con decreto regio del 25 settembre, la sezione di Hano della Dogana di Gargnano veniva elevata a Dogana di II ordine e III classe.
Nel 1894 l'importazione consisteva in: "Carne fresca della Valle di Vestino importata per la Dogana di Casello, totale 196 q. Burro fresco della Valle Vestino importato per la Dogana di Casello, totale 2.048 q. Formaggio della Valle Vestino importato per la Dogana di Casello, totale 63.773 q.".
Nel 1897 l'Annuario Genovese chiariva le nuove disposizioni riguardanti la fiscalità dei prodotti importati: "Per effetto del trattato con l'Austria-Ungheria, il burro di Valle Vestino, importato per la dogana di Casello con certificati di origine, rilasciati dalle autorità competenti, è ammesso al dazio di lire 6.25 il quintale se fresco, ed al dazio di lire 8,75 il quintale, se salato, fino alla concorrenza di 65 quintali per ogni anno. Per effetto del trattato con l'Austria-Ungheria, il brindsa, specie di formaggio di pecora o di capra, di pasta poco consistente, e ammesso al dazio di lire 3 il quintale, fino alla concorrenza di 800 quintali al massimo per ogni anno, a condizione che l'origine di questo prodotto dell'Austria-Ungheria sia provata con certificati rilasciati dalle autorità competenti. Per effetto dello stesso trattato, il formaggio (escluso il brindza) della Valle Vestino, importato per la dogana di Casello con certificati di origine rilasciati dalle autorità competenti, e ammesso al dazio di lire 5.50 il quintale fino alla concorrenza di 25 quintali per ogni anno".
Nel 1909 la Direzione delle Dogane e imposte indirette del Regno precisava che i Caselli doganali della Val Vestino erano due, quello della Patoàla e l'altro quello del Dosso Comione a Capovalle e la via doganale era: "La strada mulattiera, che dalla Val Vestino mette nel Regno per il ponte Her, ove si dirama in due tronchi che mettono l'uno al Casello, Maderno a Gargnano, e l'altro, seguendo le falde del monte Stino, ad Hano ed Idro, costituisce la via doganale di terra poi transito delle merci in entrata e uscita. Autorizzata all'attestazione dell'uscita in transito delle derrate coloniali, del petrolio ed altri generi di consumo, compreso il sale, trasportati per la dogana di Riva di Trento e destinati ai bisogni degli abitanti in Val Vestino".
Tra i vari avvicendamenti di servizio presso il Casello Doganale si ricorda nel 1911 quello del brigadiere scelto Aiuto Stefano assegnato, a domanda, alla reggenza della Dogana di Stromboli che venne sostituito, a domanda, dal brigadiere Aurelio Calva della Dogana di Luino.

### Il contrabbando del 1700 e del 1800

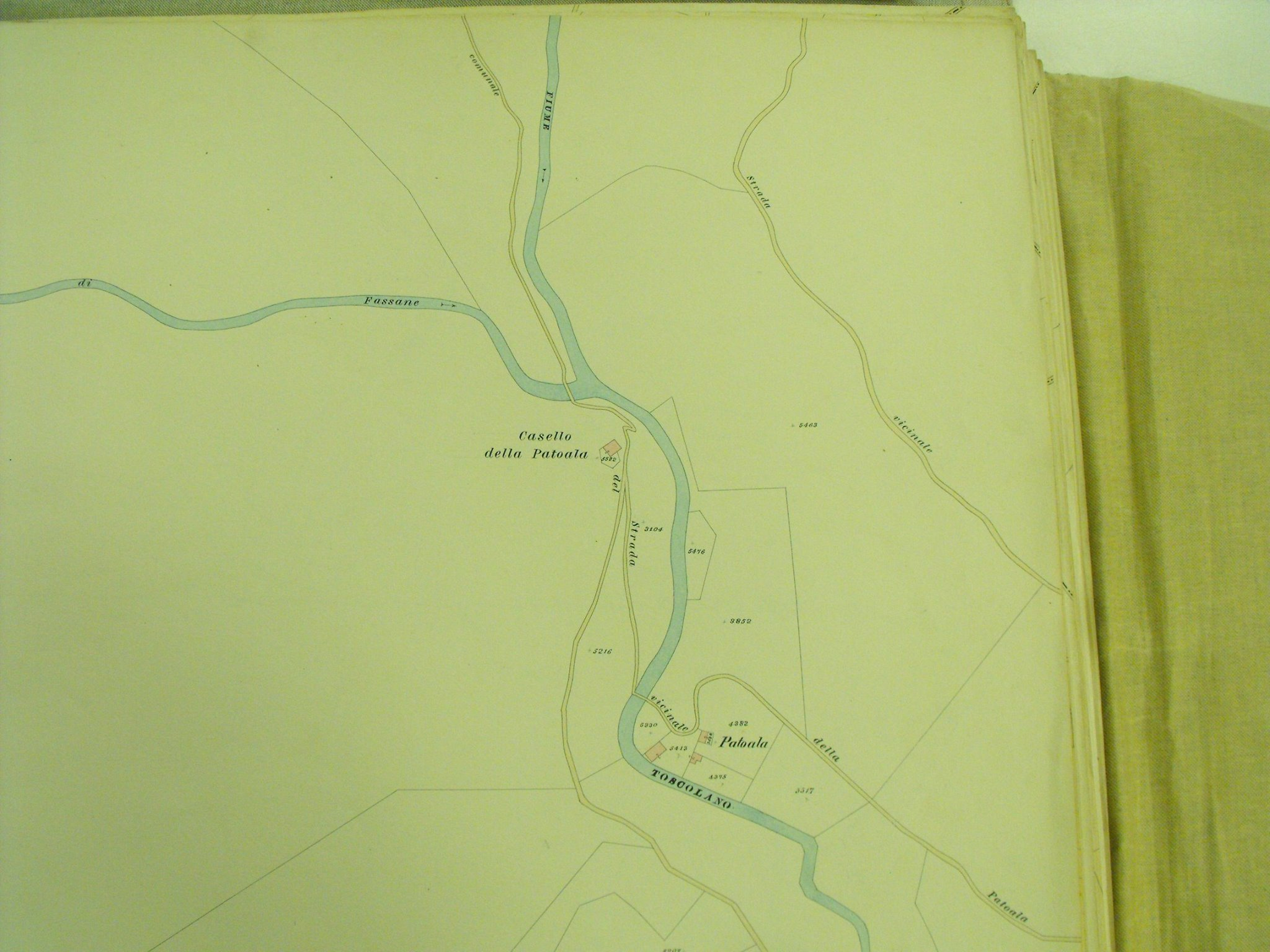
Mappa dell'estimo del 1800 della località Patoàla

Il contrabbando delle merci per evitare i dazi d'importazione fu un problema secolare per quegli stati confinanti con la Val Vestino, territorio arciducale. Quando nel 1426 Brescia e la sua provincia diventò territorio veneto, il confine che la divideva dai possedimenti austriaci durò fino alla scomparsa dello Stato veneto nel 1797. Nel 1615 il provveditore veneto di Salò, Marco Barbarigo, riferiva che "non si ha potuto usare tanta diligenza che non se sia passato sempre qualcuno per quei sentieri scavezzando i monti per la Val di Vestino et con proprij barchetti traghettando il lago d'Idro et anco per terra, entrando nella Val di Sabbio nel bresciano andarsene al suo viaggio". In tal modo allertava il Consiglio dei Dieci sulla permeabilità dei confini di Stato nelle zone montane con la stessa Repubblica di Venezia che poteva ovviamente diventare particolarmente pericolosa nel casi di passaggi di banditi, contrabbandieri o per persone che violavano le misure sanitarie eccezionali, la nota "quarantena", che veniva applicata ai viaggiatori provenienti da luoghi dove erano scoppiate. Così nel 1702 Venezia diede incarico al perito Gasparo Bisognato di disegnare "li confini tutti di questo Serenissimo Dominio con lo Stato Austriaco e indicare nello stesso disegno li siti tutti dove debbano fissarsi li custodi e caselli". Fiorente in quel periodo era il contrabbando del sale veneto, l'oro bianco, che era prodotto a Cipro e Spinalunga a Creta e in Istria, Pirano, Pago e la costa dalmata e soggetto all'imposizione di una imposta statale.
Verso il 1882 il Regno d'Italia completò la cinturazione dei confini di Stato della Val Vestino con la costruzione dei tre citati Caselli di Dogana presidiati dai militi della Regia Guardia di Finanza. L'attività di contrabbando transfrontaliero si diffuse ben presto e fu praticato da una rilevante fascia degli abitanti dei luoghi. Si trattava di un'attività faticosa e rischiosa, praticata nelle ore notturne per sfuggire ai controlli della linea di confine dei militi, ma redditizia. I contrabbandieri, erano per lo più padri di famiglia, spinti a violare le leggi per sfuggire alla miseria. Le merci di contrabbando erano principalmente tabacco, spirito (alcol), sale e zucchero, comprati sui mercati trentini venivano portati nella Riviera del Garda e rivenduti a prezzi migliori. A proposito del tabacco, esso oltre a essere coltivato nella Val Vestino, nel Trentino meridionale la sua coltivazione e commercio  aveva raggiunto ottimi risultati. Infatti nella Val Lagarina la coltivazione del tabacco si era sviluppata affiancata a quella del gelso sin dalla metà del Seicento. Alla metà del Settecento venivano prodotte oltre 36 000 libbre (16 329 chilogrammi) stecche di tabacco oltre il consumo interno, per un valore di 4 800 fiorini. Con il 1829 la coltivazione del tabacco divenne un monopolio di Stato e nel 1852 in Val Lagarina se ne coltivavano 12 milioni piante, tanto che nel 1855 iniziò l'attività della manifattura di Borgo Sacco, che impiegava 1 000 operai. Le cronache narrano che presso il Casello di Dogana di Gargnano, della Patoàla, il professor Bartolomeo Venturini era solito nascondere il tabacco nel cappello per sfuggire ai controlli e alla tassazione.
Nel 1886 una relazione dell'amministrazione delle gabelle del Regio ministero delle Finanze affermava che il contrabbando era favorito dall'aggravamento delle tasse di produzione del Regno, dei dazi di confine e del prezzo dei tabacchi. La frontiera dell'Austria-Ungheria, presidiata da pochi agenti era particolarmente estesa e costoro non erano in grado di contenere "la fiumana di contrabbando irrompente con sfrontata audacia su tutti i punti di questa estesissima linea". Così furono instituite nuove Brigate di Finanza tra cui a Idro e Gargnano considerati "punti esposti". Bollone come Moerna, ma in generale tutti gli abitati di Valle e dell'Alto Garda Trentino e Bresciano, terre prossime alla linea di confine, diventarono così un crocevia strategico per il contrabbando di merci tra il territorio della Riviera di Salò e il Trentino attraverso la zona montuosa del monte Vesta, del monte Stino e dei monti della Puria. Lo storico toscolanese Claudio Fossati (1838-1895) scriveva nel 1894 che il contrabbando dei valvestinesi era l'unico stimolo a violare le leggi in quanto era fomentato dalle ingiuste tariffe doganali, dai facili guadagni e dalla povertà degli abitanti.
Nel 1894 è documentato il contrasto al fenomeno: l'Intendenza di Brescia comunicava che il brigadiere Rambelli Giovanni in servizio al Casello di Gargnano ottenne il sequestro di chilogrammi 93 di zucchero e chilogrammi 1 500 di tabacco di contrabbando e fu premiato con lire 25.  La guardia Bacchilega Luigi in servizio alla sezione di Dogana di Bocca di Paolone ottenne il sequestro di chilogrammi 47 di zucchero con l'arresto di un contrabbandiere e l'identificazione di un'altra persona, fu premiato con lire 15. Lo stesso Bacchilega Luigi e la guardia Carta Giuseppe ottennero il sequestro di chilogrammi 70 di zucchero con l'arresto di un contrabbandiere e furono premiati con lire 30 per la pima operazione e con lire 20 per la seconda. Nello stesso anno il comandante della Regia Guardia di Finanza del Circolo di Salò ispezionò la sede di Gargnano, il Casello di Gargnano e la sezione di Hano.
Donato Fossati (1870-1949) raccolse la testimonianza di Giacomo Zucchetti detto "Astrologo" di Gaino, un ex milite sessantenne della Regia Guardia di Finanza, pure soprannominato per la sua appartenenza al Corpo, "Spadì", in servizio nella zona di confine tra il finire dell'Ottocento e l'inizio del Novecento, il quale affermava che "i contrabbandieri due volte la settimana in poche ore, sorpassata la montagna di Vesta allora linea di confine coll'Austria e calati a Bollone, ritornavano carichi di tabacco, di zucchero e specialmente di alcool, che rivendevano ai produttori d'acqua di cedro specialmente" della Riviera di Salò.. Al contrario per importare merci di contrabbando dal basso lago di Garda, i contrabbandieri di Val Vestino si avvalevano dell'approdo isolato della "Casa degli Spiriti" o "Casetta" a Toscolano Maderno, l'antico porto di Cecina. Qui, di notte, sbarcate le merci e caricatele a basto di mulo, salivano per il ripido sentiero di Cecina inoltrandosi furtivamente oltre la linea doganale eludendo così la vigilanza della Regia Guardia di Finanza. Noto è pure il caso a fine secolo, del brigadiere del Casello di Gargnano che recandosi, senza armi e in abiti civili, a Bollone per compiere le indagini sul traffico illecito di confine, creò un caso diplomatico tra i due Paesi.
Nel 1903 una forte scossa di terremoto fu avvertita al Casello di Gargnano passata la mezzanotte del 30 al 31 maggio producendo dei danni lievi alla struttura senza pregiudicarne l'operatività mentre riferirono i militari che passò inosservata la scossa principale delle 8 e trenta del 29 maggio.

### 1862. La caccia ai soldati disertori napoletani e ai loro complici contrabbandieri
Un episodio accaduto nell'inverno del 1862 sulle sponde del lago di Garda riguardante la caccia a dei disertori napoletani, si inserisce nel contesto nazionale del diffuso fenomeno della diserzione di giovani meridionali chiamati al servizio militare obbligatorio nel Nord Italia, che si manifestò come risposta politica di dissenso al nuovo governo del Regno, ritenuto colpevole di una condotta autoritaria e repressiva nel meridione.
Difatti il 9 gennaio del 1862 la notizia diffusa della diserzione di alcuni soldati di origine napoletana di stanza in un reparto del Regio esercito a Salò, ex appartenenti alla disciolta armata borbonica, mise in allarme l'apparato di polizia della Guardia Nazionale innescando la caccia ai fuggitivi e ai loro complici, due contrabbandieri di Valle, lungo la linea di confine nella valle del torrente Toscolano. La notizia dell'evento fu pubblicata da il giornale "Il Faro" di Livorno in un articolo dell'11 gennaio: "Gargnano, 11 Gennaio. Scrivono al medesimo giornale: La sera del 9 corrente disertavano dal distaccamento di Salò dieci soldati napoletani, e quella R. Intendenza ne trasmetteva tosto l'avviso nell'istessa sera a mezzo di un Carabiniere a cavallo alle nostre autorità. Non sappiamo per qual motivo, solo questa mattina circa alle 7 1/2 venisse comunicato il fatto alla nostra Guardia Nazionale, sebbene tre pattuglie dirette dal luogotenente sig. Chignola si portassero tosto a perlustrare i monti e strade del confine onde precludere ed arrestare i fuggenti, ebbero la malaugurata delusione di sapere che poco prima i detti disertori avevano varcato il confine diretti da certo Salvadori Antonio di Bollone soddito austriaco, che da una di esse veniva arrestato come cooperatore alla fuga in unione di certo Mazza di Magasa pure suddito austriaco. È noto che i disertori si fermarono a Camerate su quel di Toscolano ove vi è lo stabilimento di manifatture del sig. Visentini, e in quella stessa località è par noto che si fermarono altri disertori. Nel mentre la Guardia Nazionale si merita i dovuti encomi dimostrando come sia compresa dalla nobile missione e pronta in ogni incontro a tutelare l'ordine e reprimere ogni misfatto, avessino bramato che anche la Guardia Nazionale di Toscolano e Maderno avessero cooperato a tale arresto".
In quell'anno si registrarono nel Nord Italia, tra l'altro a Monza, Cremona, Casalmaggiore, Lucca, Santa Maria sul confine svizzero, numerose diserzioni, ma anche atti di sedizione e insubordinazione, per motivi politici, di soldati di origine napoletana arruolati nell'Regio esercito, consistenti in ex appartenenti all'esercito borbonico, sconfitto nel 1860 da Giuseppe Garibaldi. I giornali di Milano, di quell'anno, accennavano verso la fine di aprile, alla scoperta di un grave complotto militare reazionario tra i soldati napoletani accasermati negli ospedali di Sant'Ambrogio, e del Monastero maggiore che armati di coltelli e pistole erano pronti a scatenare la rivolta. Tra i disertori vi era la convinzione che oltrepassato il confine di Stato con l'Austria vi era la possibilità di raggiungere il porto di Trieste, imbarcarsi per il Sud Italia e affiliarsi al brigantaggio continuando la lotta contro i Piemontesi. La fuga per i più, si dimostrò di breve durata e arrestati in Trentino, costoro venivano reclusi nella fortezza di Verona e riconsegnati alle autorità militari italiane.

## Accessibilità
La visione dei ruderi della dogana è possibile solo quando le acque del bacino artificiale sono ad un livello basso dovuto allo sfruttamento intensivo delle acque, alla manutenzione oppure dopo lunghi periodi di siccità. Il sito è raggiungibile percorrendo in automobile la SP 9 che si snoda dal comune di Gargnano e sale a Magasa o Capovalle. Raggiunta la diga di ponte Cola si risale la valle del Toscolano affiancando il bacino artificiale fino al secondo ponte di Rio Costa e più avanti lo spiazzo ove è possibile ammirare la Dogana. Per gli escursionisti è possibile avvicinarsi all'edificio percorrendo un tracciato lungo la sponda occidentale del lago che ha inizio al Mulino di Bollone e in tre chilometri raggiunge il rio Fassane e la sua valle.

## Galleria d'immagini

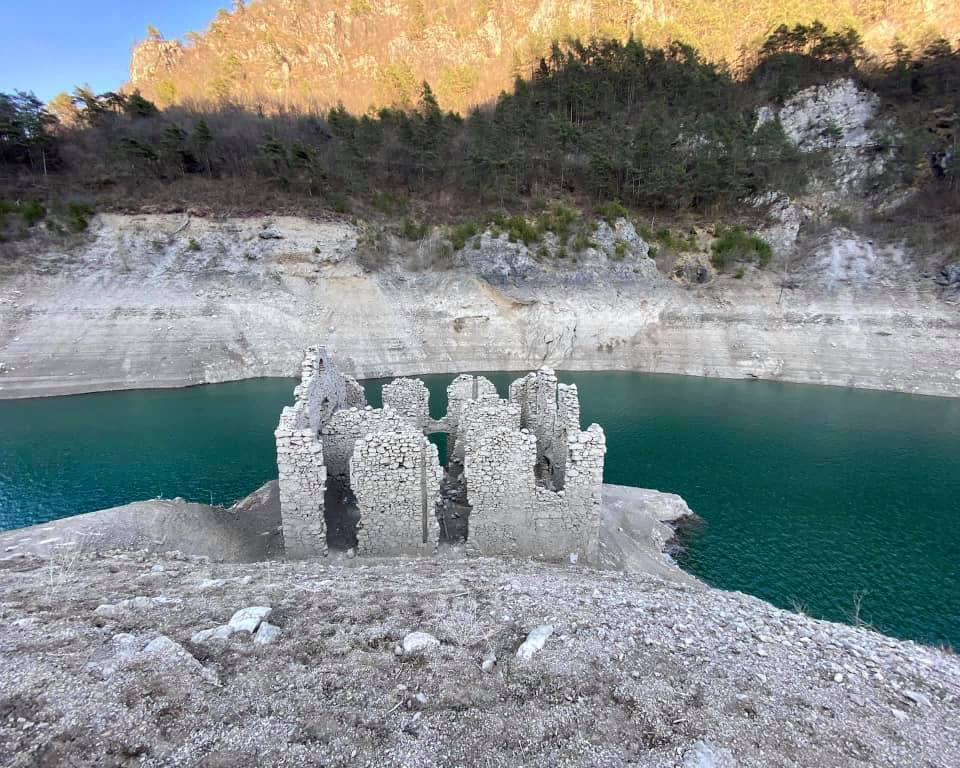
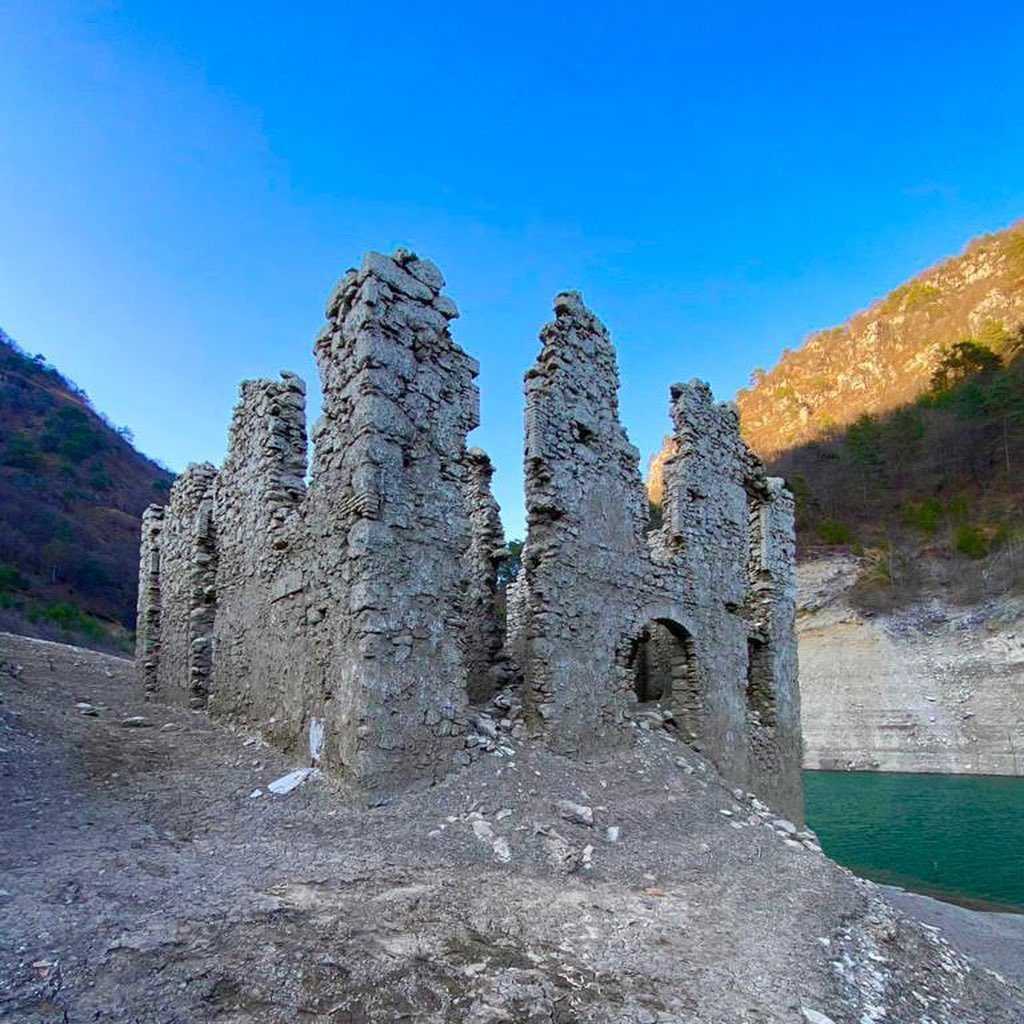
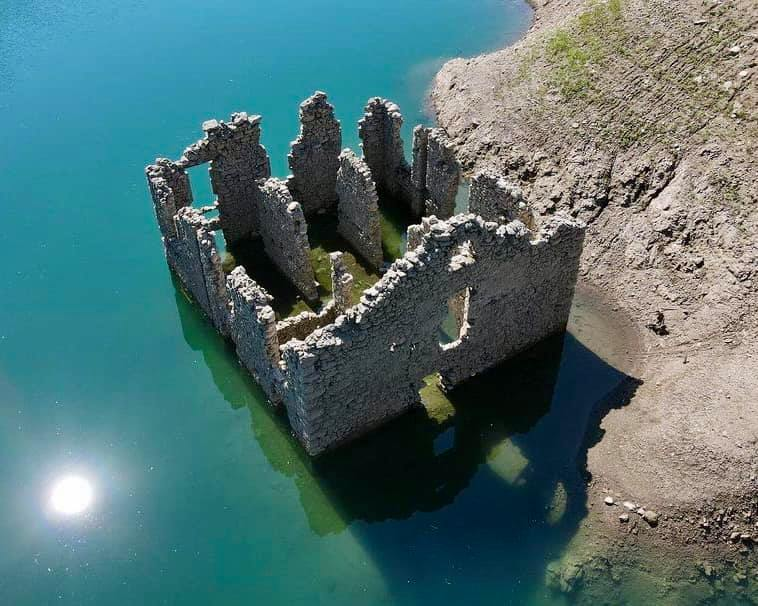
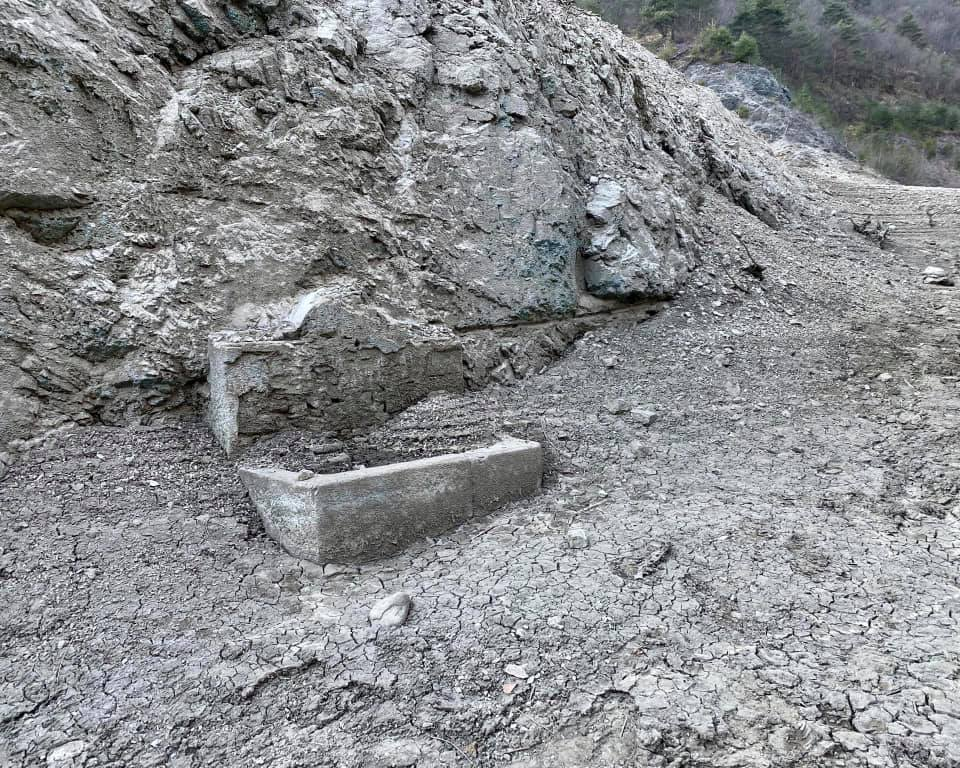
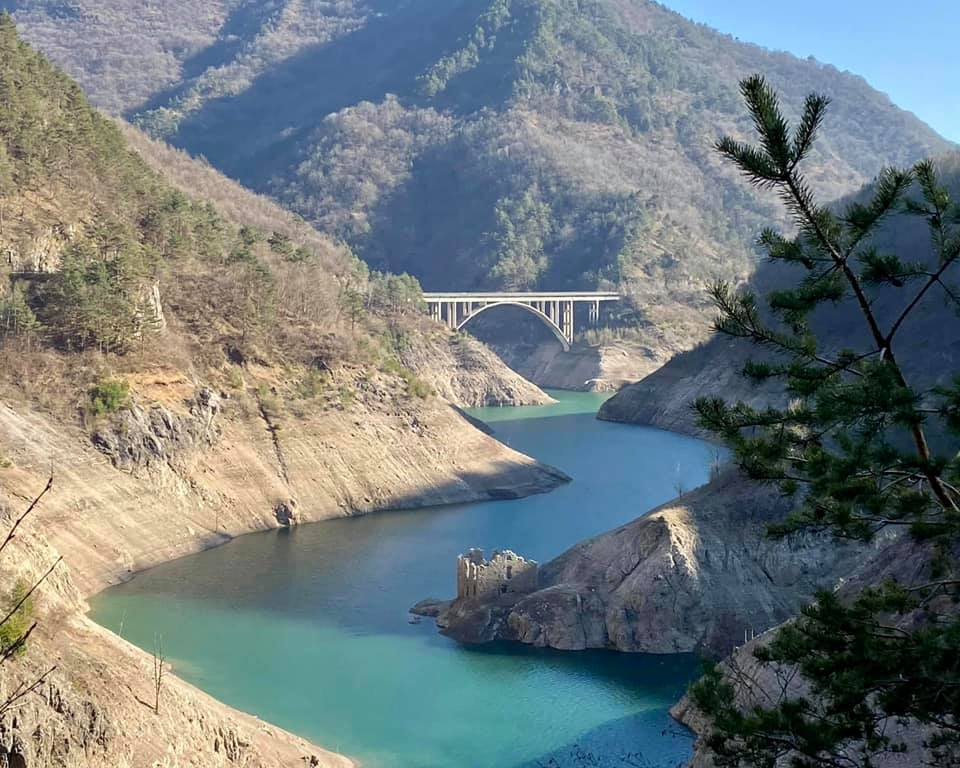
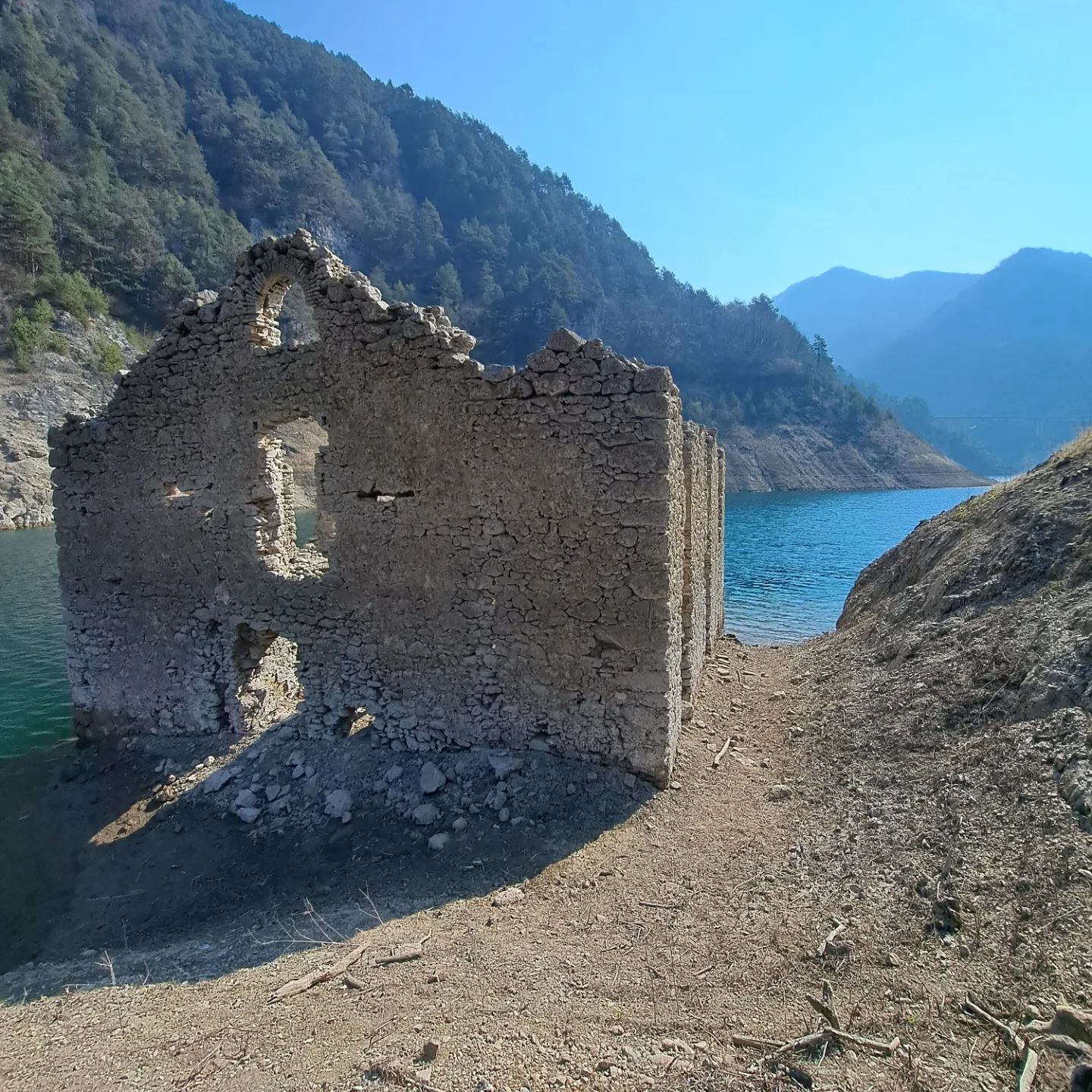
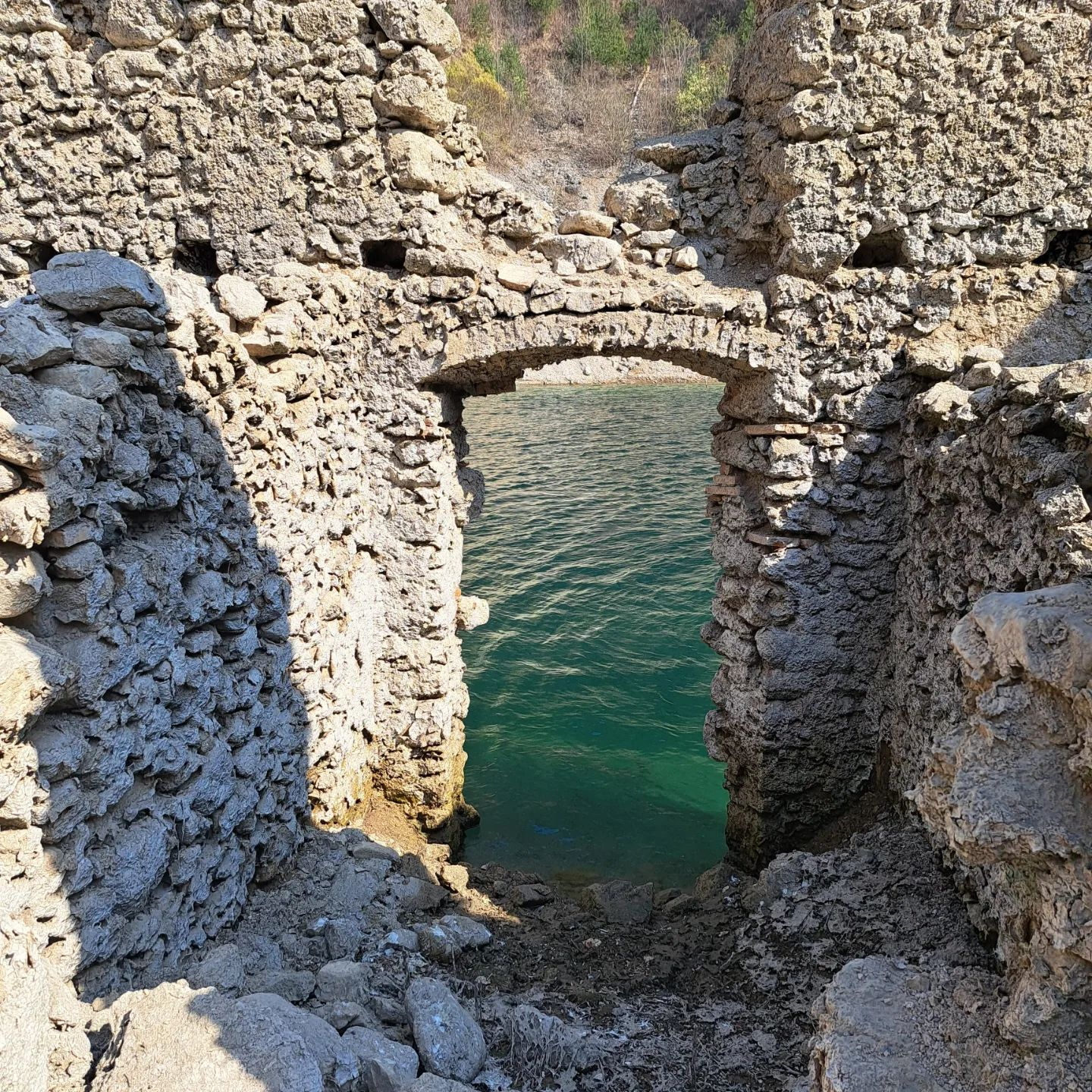